# Little Paris

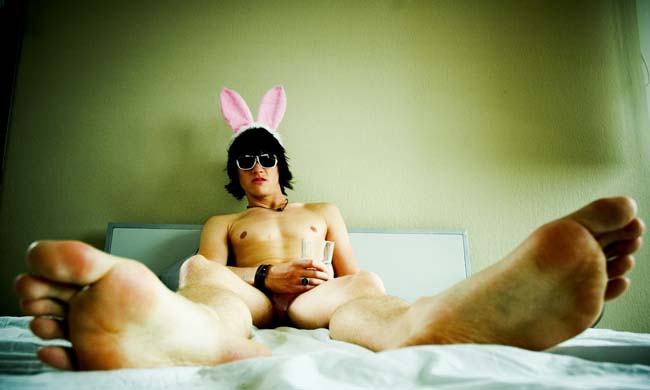
Ralph Kretschmar in una scena del film

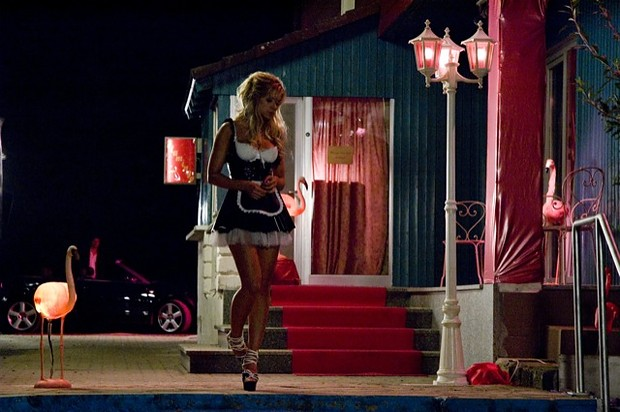
Nina-Friederike Gnädig in una scena del film

Little Paris è un film tedesco del 2008, diretto da Miriam Dehne e con protagonista Sylta Fee Wegmann. Nel cast, figurano inoltre Patriq Pinheiro, Ralph Kretschmar, Jasmin Schwier, Nina-Friederike Gnädig ed Inga Busch.
Il film, che si colloca nell'ambito del cinema giovanile,  è stato presentato per la prima volta in pubblico il 2 maggio 2008 al Filmkunstfest Schwerin ed ha ricevuto nomination a vari premi.

## Trama[1][3]
In una cittadina del Baden-Württemberg soprannominata "Little Paris" per via di una copia della Tour Eiffel presente sul tetto di una fabbrica vive Luna, una ragazza di 23 anni che, dopo la morte della madre, vive con sua zia Pat. Luna lavora in quella fabbrica, ma sogna di sfondare come ballerina.
L'occasione arriva quando giunge in città una troupe di Berlino, guidata dal giovane G, alla ricerca di ballerini per un video musicale. Per partecipare al casting, Luna è però costretta a lasciare la città e gli affetti, a cominciare da sua zia, dal suo ragazzo Ron e dalle sue amiche Barbie ed Eve.
|  |

## Produzione
- Il film è stato girato a Berlino, Crailsheim (Baden-Württemberg) e New York[4]

## Premi & riconoscimenti
- Nomination al premio KINEMA al Festival del Cinema di Braunschweig[3]
- Nomination come miglior film al Filmkunstfest Mecklenburg-Vorpommern[3]
- Nomination a Sylta Fee Wegmann al Filmkunstfest Mecklenburg-Vorpommern[3]